# Лысая Гора (Ильинецкий район)
Лысая Гора (укр. Лиса Гора) — село в (не "на") Украине, находится в Ильинецком районе Винницкой области.
Население по переписи 2001 года составляет 466 человек. Почтовый индекс — 22723. Телефонный код — 4345. Занимает площадь 1,850 км².

## Адрес местного совета
22722, Винницкая область, Ильинецкий район, с. Красненькое, ул. Ленина, 50